# Вложение
Вложение (или включение) — специального вида отображение одного экземпляра некоторой математической структуры во второй экземпляр такого же типа. 
А именно, вложение некоторого объекта {\displaystyle X} в {\displaystyle Y} задаётся инъективным отображением, сохраняющим некоторую структуру. 
Что означает «сохранение структуры», зависит от типа математической структуры, объектами которой являются {\displaystyle X} и {\displaystyle Y}. 
В терминах теории категорий отображение, «сохраняющее структуру», называют морфизмом.
То, что отображение {\displaystyle f:X\to Y} является вложением, часто обозначают «крючковатой стрелкой» таким образом: {\displaystyle f:X\hookrightarrow Y}.
Для заданных {\displaystyle X} и {\displaystyle Y} может быть несколько возможных вложений. Во многих случаях существует стандартное (или «каноническое») вложение — например, вложения натуральных чисел в целые, целых в рациональные, рациональных в вещественные, а вещественных в комплексные. 
В таких случаях обычно задают область определения {\displaystyle X} с образом {\displaystyle f(X)\subset Y}, такую что {\displaystyle X\subseteq Y}.

## Геометрия и топология

### Общая топология
Отображение топологических пространств {\displaystyle f:X\to Y} называется вложением {\displaystyle X} в {\displaystyle Y}, если {\displaystyle f:X\to f(X)\subset Y} — гомеоморфизм (на {\displaystyle f(X)} рассматривается топология, индуцированная с {\displaystyle Y}). Каждое вложение непрерывно и инъективно.
Для пространства {\displaystyle X} существование вложения {\displaystyle X\to Y} — топологический инвариант. Мы можем различить два пространства, если одно из них можно вложить в {\displaystyle Y}, а другое нельзя.

### Дифференциальная топология
Пусть {\displaystyle M,N} — гладкие многообразия и {\displaystyle f:M\to N} — гладкое отображение. Оно называется погружением, если дифференциал {\displaystyle df} отображения {\displaystyle f} всюду инъективен. Гладкое вложение — это инъективное погружение, являющееся также вложением в вышеприведённом смысле (то есть гомеоморфизмом на свой образ).
Другими словами, прообраз вложения диффеоморфен своему образу, и, в частности, образ вложения должен быть подмногообразием. Погружение в свою очередь является локальным вложением (то есть для каждой точки {\displaystyle x\in M} существует окрестность {\displaystyle U\subset M,x\in U}, такая что {\displaystyle f:U\to N} — вложение).
Важный частный случай — когда N=Rn. Интерес здесь представляет вопрос, насколько малым может быть n. Теорема Уитни о вложении утверждает, что достаточно n=2m, где m — размерность многообразия.

## Алгебра

### Теория колец
В теории колец вложением называется инъективный гомоморфизм колец {\displaystyle f\colon A\to B}. 
Так как {\displaystyle f(A)} является подкольцом кольца {\displaystyle B}, то вложение {\displaystyle f} устанавливает изоморфизм между кольцами {\displaystyle A} и {\displaystyle f(A)}.

## Теория категорий
В теории категорий не существует удовлетворительного определения вложения, которое подходило бы для всех категорий. 
Типичные требования на определение вложения в произвольной категории таковы: все изоморфизмы являются вложениями, композиция вложений — вложение, все вложения — мономорфизмы, любой экстремальный мономорфизм — вложение.
В конкретной категории вложение — это морфизм ƒ: A → B, который действует инъективно на множествах-носителях и также является начальным морфизмом в следующем смысле:
если g — функция из множества-носителя объекта C во множество-носитель A, и её композиция с ƒ является морфизмом ƒg: C → B, то g также является морфизмом.
Как обычно в теории категорий, существует двойственное понятие, известное как фактор.